# サノバウィッチ
『サノバウィッチ』は、ゆずソフトより2015年2月27日に発売されたPC用18禁恋愛アドベンチャーゲーム。
2018年10月27日にNekoNyanよりSteam版が配信された。
2023年7月21日にHIKARI FIELDよりフルHDに対応したSteam版が配信された。

## 概要
本作は、他人の気持ちを感じ取る能力を持った青年と若き魔女たちの交流を描いたポップなアドベンチャーゲームである。
本作の題名は魔女の息子すなわち主人公である柊史のことを示しており、副題である"Sabbat of The Witch"は直訳で”魔女の会合”である。
クリア後、キャラクターごとにアフターストリーが追加される。また、寧々ルートのみ前半と後半が分かれており、前半クリア時のタイトル画面に「RESTART」が出現しそれを選択することで、後半ルートに進められる。
誰か一人をクリア後に追加されるEXTRAではCGとシーンの鑑賞が可能となる。
また、全員クリア後にはEXTRAに立ち絵鑑賞モードが追加される。

## あらすじ
他人の気持ちを感じる力を持つ主人公・保科柊史はある日図書室で、クラスの人気者である綾地寧々の痴態を見てしまい、彼女が魔女となった代償として発情癖がついてしまったということを知る。
寧々と”秘密”を共有することになった柊史は、魔女としての活動を手伝うべくオカルト研究部に所属することにした。

## 登場人物

### 主人公
保科 柊史（ほしな しゅうじ）
本作の主人公。母親が願いを叶えた魔女であり、その力の一部とされる”人の気持ちを五感で感じる”能力を受け継いでいる。嫉妬や嘘などの負の感情を向けられると痛みなどを伴うため、人付き合いはしても何処か他人と距離をとっており、同級生の女子生徒からは”都合良く使える男”などと認知されている。人と深く関わることを恐れているため不器用で、しばしばデリカシーがないと苦言を呈されている。

### メインヒロイン
綾地 寧々（あやち ねね）
声 - 桐谷華
柊史の同級生、オカルト研究部・部員。魔女。
その容姿やオカルト研究部（以下、オカ研）の活動内容もあり学院では男女共に人気が高いが何処か他人と距離を取っている女子生徒。
ある願いをかなえるべく魔女になるが、契約の代償として突然発情する”秘密”を抱えている。柊史とは”秘密”を共有してから度々フォローしてもらっており感謝する反面、気を使われたり痴態を見られることに自己嫌悪している。
因幡 めぐる（いなば めぐる）
声 - 遥そら
柊史と同じ学院に通う女子生徒。後輩。
派手な見た目だが、これは学校デビューの結果作られたイメージであり、実際はゲーム好きで、特に乙女ゲームと言ったシングルプレイのゲームを好む。
元々明るい性格だったが、とある事情で友達作りに失敗しており悩み続けた末、柊史らのいるオカ研の扉を叩く。
椎葉 紬（しいば つむぎ）
声 - 黒咲そら
柊史の同級生。学院に転入してきた女子生徒。魔女。
”女性らしい服装を着ると体調が悪化する”という契約の代償を課されて、女子でありながら男性用の制服に袖を通している。
転入の際にオカ研と関わりを持ちその縁もあってオカ研に席を置くことになり、そのつながりで寧々の”秘密”も知ることになる。
本人は女の子らしい服装が好きらしく、部室にて、めぐると”どこまで女の子らしくしてもいいか”を日々研究している。
戸隠 憧子（とがくし とうこ）
声 - 明科まなさ
柊史の学園の生徒会長。先輩。
どこかおっとりした印象を持つが、生徒会長としては有能であると同時に、人をおちょくるのが好き。
オカ研へはある相談に来たことを機に、柊史と深くかかわるようになる。

### サブキャラクター
仮屋 和奏（かりや わかな）
声 - 小鳥居夕花
柊史の同級生で親友。男女分け隔てなく接するが、かなりの人見知り。 Schwarze Katze（シュバルツ・カッツェ）という喫茶店でアルバイトをしている。サブキャラクターだが攻略対象でもある。
相馬 七緒（そうま ななお）
声 - 沢村かすみ
喫茶店Schwarze Katze（シュバルツ・カッツェ）のオーナー。少々軽そうだが、落ち着いた性格。店名がドイツ語で黒猫という意味を示している通り、正体は黒猫のアルプである。寧々の契約者。
久島 佳苗（ひさしま かなえ）
声 - 村田サナ
柊史らのクラスの担任。死語同然の擬音語を使った実に個性的な笑い方をする。
海道 秀明（かいどう ひであき）
声 - 寺竹順
柊史の友人。普段は気さくな普通の男子だが、実際は周りが引くほどのマゾヒストである。
保科 太一（ほしな たいち）
声 - 鳩マン軍曹
柊史の父親。仕事に重きを置いた生活を送っているが、実際は人から距離を置く息子を常に気にかけている。年齢の割には若々しい。
保科 唯（ほしな ゆい）
主人公の母親。旧姓は日向。主人公が3歳になる前に交通事故で他界している。かつての魔女の一人。後天的な病気で耳が不自由であったが、魔女の契約ではそれを治さず、人の心を完全に読むことができる能力を得た。
越路 美穂（こしじ みほ）
声 - 桃山いおん
学生会副会長。柊史の元クラスメイト。憧子から自分の後任の学生会長に推薦されているが、乗り気ではない。
木月 千穂子（きづき ちほこ）
めぐるの唯一の親友。めぐるは「ちーちゃん」と呼ぶ。魔女の一人で、代償は身の回りの人間のことを忘れていく（家族等を含む）。叶えたい魔法の規模が大きすぎて、魔法が完成しても身の回りの人間のことを徐々に忘れていく。
アカギ
声 - 真宮ゆず
正体はカラスのアルプである。千穂子、紬の契約者。千穂子の契約中に紬と契約している。
紬ルートでは、寧々の心の欠片を横取りしたり柊史から無理矢理心の欠片を取り出したりと、わがままで暴虐無人な性格であるが、めぐるルートでは、めぐるのために千穂子のことを話したり、千穂子の話を聞き悲しむめぐるに優しい言葉をかけるなど性格が一変している。

## 用語
アルプ
動物が変化した存在で、テレパシーのように簡単な魔法を行使できる。アルプ自身は魔女にはなることができず、魔女が行使するような魔法を行使することもできない。
黒猫（七緒）･カラス（アカギ）･不明（憧子）･アルプになりかけの犬（犬のシュウジ）
魔女
心の欠片を集めている人間をアルプは魔女と呼んでいる。アルプと契約を交わした魔女には強い感情、すなわち魔力を代償として支払う義務が生じる。代償はランダムに決まる。
魔女には特殊な魔具（服装･武器）が与えられる。魔法に関わらない人にはこれが見えなくなる効果が付与されている（厳密には相手に気付かれにくくするだけで、声は聞こえたり、身体に触れたり、意識を集中すると気付くことができる）。魔具はランダムに決まる。
寧々･紬･唯･千穂子･柊史（混ざり者）
魔法
魔法は1度しか使えない。魔女は心の欠片をガラス瓶の中に一杯になるまで集めて魔法を行使することができる。
魔力
人間の強い気持ちや感情を元として生成したもの。
心の欠片
人の心の欠片。喜怒哀楽を始めとした強い感情の一部。
3DW
モデルはニンテンドーDS(ニンテンドー3DS）。
モンスター猟人4TH
モデルはモンスターハンター4G。武器にソード、槍、銃、かぎ爪がある。柊史はウナジ（武器は槍）、めぐるはラビー（武器は銃）、寧々は不明（武器はかぎ爪）の名前でゲームをしている。
めぐるは発売2か月弱で、プレイ時間約300時間でレベル91。柊史はプレイ時間約100時間。
回復薬（回復弾）ではなく治癒薬（治癒弾）。初期装備の武器はソード（大剣）のカトラス（バスターブレイド）。モンスターの背中に乗ることもできる。
期間限定クエストのペガサス（元ネタ キリン）の羽根を入手して、涙が入手できるクエスト。できる防具は天馬で全防具を揃えるには3つの涙が必要になる。

## スタッフ
- キャラクターデザイン・原画 - むりりん・こぶいち
- SD原画 - こもわた遙華
- シナリオ -  天宮りつ・保住圭・籐太
- ディレクター - ろど
- CGチーフ - モドキさん・煎路
- ムービー制作 - ろど
- 音楽 - Famishin

## 主題歌
オープニングテーマ『恋せよ乙女！』
作詞 - Riryka / 作曲 - Famishin / 編曲 - 井ノ原智 / 歌 - 米倉千尋
挿入曲『Without You』
作詞 - 神代あみ / 作曲 - Famishin / 編曲 - Yasuo Asai / 歌 - 神代あみ
寧々エンディングテーマ(TRUE END)『Re：Start〜君とまた出逢えて〜』
作詞 - 神代あみ / 作曲 - Famishin / 編曲 - 椎名俊介 / 歌 - 神代あみ
めぐるエンディングテーマ『天使の羽とクリスタル』
作詞 - Riryka / 作曲 - Famishin / 編曲 - 井ノ原智 / 歌 - Riryka
紬エンディングテーマ『スカート』
作詞 - 葉月 / 作曲 - Famishin / 編曲 - 椎名俊介 / 歌 - 葉月
憧子エンディングテーマ『君がくれた光』
作詞 - カサンドラ / 作曲 - Famishin / 編曲 - 新井健史 / 歌 - カサンドラ
和奏エンディングテーマ『大好き』
作詞 - 中山♡マミ / 作曲 - Famishin / 編曲 - 佐々倉マコト / 歌 - 中山♡マミ

## 関連商品

### CD
サノバウィッチ キャラクターソングVol.1 『綾地寧々』 ミニドラマ付き
2014年10月10日発売。寧々のキャラクターソング･「sweet treasure」が収録されている。
サノバウィッチ キャラクターソングVol.2 『因幡めぐる』 ミニドラマ付き
2014年10月24日発売。めぐるのキャラクターソング･「リアルフレンド」が収録されている。
サノバウィッチ キャラクターソングVol.3 『椎葉紬』 ミニドラマ付き
2014年11月7日発売。紬のキャラクターソング･「Sweet Sweet アリス」が収録されている。
サノバウィッチ キャラクターソングVol.4 『戸隠憧子』 ミニドラマ付き
2014年11月21日発売。憧子のキャラクターソング･「Midday Star」が収録されている。

## 漫画版
サノバウィッチ
月刊コミックアライブにて2015年1月号から6月号まで連載。作画は季月えりか。単行本全1巻。
|   | タイトル       | 発売日        | ISBN                   | 表紙     |
| - | -------------- | ------------- | ---------------------- | -------- |
| 1 | サノバウィッチ | 2015年5月23日 | ISBN 978-4-0406-7289-2 | 寧々、紬 |

サノバウィッチ Pure
コミック アース・スターにて2015年2月27日より連載中。作画は河南あすか。

## 反響

### 受賞・ランキング
- Getchu.com美少女ゲーム大賞2015
  - 総合部門：2位[7]
  - システム部門：8位[8]
  - グラフィック部門：1位[9]
  - ミュージック部門：10位[10]
  - ムービー部門：1位[11]
  - エロ部門：7位[12]
  - キャラクター部門
    - 1位：寧々[13]
    - 4位：めぐる[13]
    - 13位：紬[13]

### 売上
DRACU-RIOT!、天色*アイルノーツよりも初動の本数が低い。
2024年3月に全世界セールスが20万本を突破した。
2024年12月に全世界セールスが30万本を突破した。